# 六郷政乗
六郷 政乗（ろくごう まさのり）は、安土桃山時代から江戸時代前期にかけての武将・大名。出羽国本荘藩の初代藩主。官位は従五位下・兵庫頭。

## 生涯
永禄10年（1567年）、六郷道行の長男として誕生した。
出羽横手城に本拠をおく小野寺義道は、出羽南部において最上氏と伊達氏が対立抗争を展開している隙を狙い、たびたび山形県内陸北部に攻め入っているが、天正14年（1586年）、義道が最上領に侵攻したとき、政乗は本堂氏・久米氏・金沢氏らと共に小野寺軍に加わっている。また、天正15年（1587年）にも小野寺配下の山北七人衆の一人として安東実季（秋田実季）と戦った。
天正17年（1589年）に安東氏の内訌として起こった湊合戦では、小野寺義道・南部信直・戸沢盛安が安東通季（豊島通季）を支援したのに対し、六郷政乗は実季の要請に協力して秋田側で出陣した。それに先立つ天正16年に最上義光が由利郡赤尾津の国人・小介川治部に送った書状では、抗争中の六郷・小野寺両氏に講和を進言していることから、天正15年から16年にかけての時期に六郷政乗が小野寺氏から自立して独自の動きを強めている様相がうかがえる。
天正18年（1590年）六郷道行（政乗の父）は、豊臣秀吉の命を受け小田原征伐に参陣したことで秀吉政権への臣従が認められ、出羽国内の所領4,500余石が安堵された。太閤蔵入地は6,276石にのぼる。
六郷領の知行高は1万3,800石余であるから、蔵入地を差し引いても六郷氏安堵の所領はいかにも少なくみえるが、これは久米氏・金沢氏・神尾町氏・戸蒔氏などの一統衆のそれぞれに安堵状が給付されたからである。また、六郷城周囲や雄物川沿岸の肥沃な一帯は蔵入地として没収されたものの、河隈川（平鹿郡角間川）・大保（仙北郡藤木）における船場の支配権は従前のとおり認められたため、領内経済の運営には大きな支障を及ぼさなかった。六郷周辺の「中郡」と呼ばれた地域の米穀・木材などの物資はこれらの船場から雄物川舟運を経て土崎湊に運ばれ、逆に京畿・西国や北陸地方の品々が領内に持ち込まれる仕組みが出来あがっていた。問丸にかかわる課役や関銭・船役・船手銭を租税として徴収していた。
天正20年（1592年）、文禄の役では肥前国名護屋城に在陣している。ただし、実際の朝鮮への渡海はなかった。

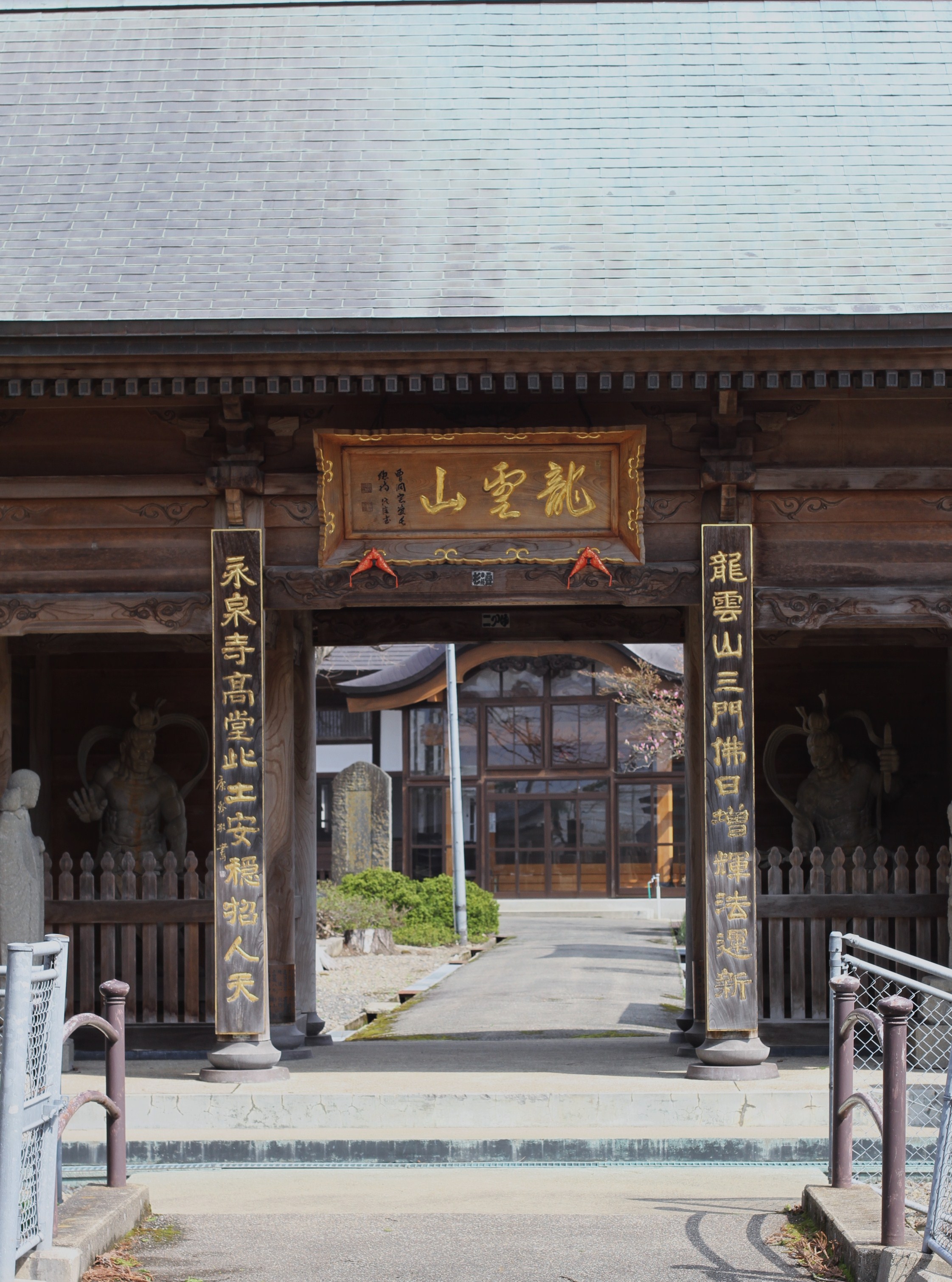
曹洞宗龍雲山永泉寺の山門（秋田県美郷町六郷）
----
二階堂一族久米氏出身の高僧道叟道愛が再興したといわれている。

政乗は、城下町六郷の建設にも尽力した。既に父道行の代から建設は進み、室町・蔵町・厩町（馬町）・立町・大町・裏町・鋳物師町・中町・肴町が早い段階から1つの道路で結ばれていた。文禄年間には雑仕町・古町・新町・籠町・米町・上町・寺町などが新たに建設されて町域を広げた。城下町を中心に街道がつくられ、紫草・楮・漆・木蝋など商品作物を集めて人や物資が集まり、商人からは町役・土倉役・酒屋役などの営業税を徴収した。こうして、六郷を出羽北半屈指の城下町に成長させている。
慶長5年（1600年）の関ヶ原の戦いの時、政乗は東軍の徳川家康方に与し、西軍の石田三成方に与していた小野寺義道を攻撃した。戦後の慶長7年（1602年）、その軍功により常陸国府中（現茨城県石岡市）に1万石の所領を与えられ常陸国府中に大名として入部した政乗は常陸府中藩を立藩し、初代藩主となった。
慶長19年（1614年）からの大坂の陣にも参加し戦功を挙げた。元和9年（1623年）、大大名の最上氏が改易され広く空いた旧最上領内の本荘2万石に加増移封され、本荘藩初代藩主となった。本城満茂が築城した尾崎山の本城城（現本荘公園）を政務の拠点として町の再編を行い、城郭を縮小するなど、2万石にふさわしい町づくりをした。
寛永11年（1634年）4月28日、本荘にて没した。享年68。家督は長男の政勝が継いだ。
三男の政直は200俵を与えられて旗本に列し、四男の政秀の子孫は後に600石の旗本となっている。

## 系譜
父母
- 六郷道行（父）

正室
- 西田吉久の娘

子女
- 六郷政勝（長男）
- 六郷政徳（次男）
- 六郷政直（三男）
- 六郷政秀（四男）